# Fortnite: Salvar el mundo
Fortnite: Salvar el mundo (Fortnite: Save the world) es un videojuego perteneciente al género de supervivencia y mundo abierto. Desarrollado por las empresas Epic Games y People Can Fly, es el primer modo del videojuego Fortnite y fue lanzado como un título de acceso anticipado el 25 de julio del 2017 para Microsoft Windows, macOS, PlayStation 4 y Xbox One.
Otro modo de juego, llamado Fortnite: Battle Royale, fue lanzado de forma independiente en septiembre de 2017 para las mismas plataformas. Al igual que la versión final del videojuego base, este modo presenta el modelo gratuito, y se basa en la estructura de un juego tipo battle royale en el que los jugadores intentarán ser el último en pie mientras el mapa se hace cada vez más pequeño. Recibirá también versiones para iOS y Android, con juego cruzado entre PS4, macOS, Windows y dichas versiones de dispositivo móvil. En el evento E3 2018 se anunció que saldría una versión para Nintendo Switch que estaría disponible para su descarga de forma inmediata (esta no disponible para salvar el mundo)
En verano del 2020, el juego dejó de estar en acceso anticipado y comenzaron las venturas, parecidas a las temporadas del Battle Royale.

## Jugabilidad
El modo Salvar al mundo se describe como un modo de juego cooperativo, de tipo supervivencia, en el cual el objetivo es tratar de explorar, buscar recursos, fabricar armas, construir estructuras fortificadas, colocar todo tipo de trampas y luchar contra olas de monstruos invasores. Tim Sweeney, fundador de Epic Games, describió el juego como «un cruce de Minecraft con Left 4 Dead». El juego se alterna entre administrar los recursos de una base de operaciones segura, para luego salir en misiones, y completando misiones es posible encontrar más recursos, y obtener recompensas para avanzar en la historia del juego.
En el metajuego, el jugador tiene un inventario, con un esquema de armas y trampas, existen personajes tipo héroe, personajes defensores y personajes de apoyo, junto con los recursos recolectados. Los esquemas se usan para construir armas y trampas cuando están en el campo. Los personajes de héroe representan a los personajes de una de las cuatro clases que el jugador puede usar durante su misión, y también se utilizan para llevar a cabo las misiones de recolección de recursos, lo que los vuelve no disponibles hasta que regresen de la misión. Los personajes defensores se pueden invocar para ayudar con la defensa, pero solo si hay menos de cuatro jugadores en una misión. Los personajes de apoyo se usan para formar varios escuadrones no jugables que proporcionan bonificaciones pasivas a las fuerzas de ataque, velocidad de construcción, armadura y salud para el jugador, con beneficios adicionales si el jugador puede igualar ciertos atributos de caracterización dentro de un escuadrón. Los puntos de experiencia y los recursos obtenidos como recompensas de la misión, desde cofres de botines (representados como una piñata de llama), u otras fuentes para subir de nivel y evolucionar los esquemas de personajes. Para las armas y las trampas, esto generalmente aumenta su efectividad y desbloquea bonificaciones de atributos adicionales, mientras que subir de nivel a los personajes de héroes desbloqueará las habilidades especiales que el personaje tiene en el campo. A los esquemas y los personajes generalmente se les asigna una rareza, que determina cuánto pueden nivelarse y evolucionar. El inventario de esquemas y personajes de un jugador es limitado, pero los jugadores pueden optar por poner uno que no necesiten en un libro de colección para obtener sus recompensas cuando se completan ciertos conjuntos de colección; es posible utilizar uno o más de estos esquemas o caracteres para transformarlos en un nuevo elemento aleatorio, o simplemente retirarlos para recuperar puntos de experiencia y otros recursos, y para liberar los espacios del inventario.
El jugador también puede gastar puntos de habilidad, obtenidos al completar las misiones y los puntos de tecnología, obtenidos a lo largo del tiempo, para desbloquear nuevas habilidades y tecnologías en los árboles de habilidades y tecnologías del juego. Estos pueden mejorar los atributos básicos de un jugador, atributos que se comparten con los otros jugadores durante misiones, desbloquear niveles más altos de evolución para los esquemas y personajes, abrir nuevas posiciones de escuadra o desbloquear habilidades generales que los jugadores pueden usar en el campo. Colectivamente, el progreso del jugador en estos árboles de habilidad y tecnología, su composición de escuadrón y su personaje de héroe seleccionado conforman el nivel de poder actual del jugador, que se relaciona con la dificultad de las misiones que el jugador debería tomar y los servicios de emparejamiento del juego. Además, los jugadores pueden revisar el progreso de su historia actual y las misiones.
Actualmente, el modo Salvar el mundo se divide entre cuatro ubicaciones mundiales, algunas disponibles solo después de progresar lo suficiente en la historia, y ubicaciones especiales para eventos contrarreloj y para el modo Sobrevivir a la tormenta. Dentro de un lugar hay varias áreas de misión posibles que muestran el tipo de misión, el terreno en el que se desarrolla, su dificultad de clasificación con respecto al nivel de potencia actual del jugador y si la misión se encuentra actualmente en condiciones especiales de tormenta que arrojan efectos aleatorios, como carcasas pulidas o mini-jefes en la misión, pero tienen recompensas potencialmente mejores si se completan. El jugador, opcionalmente, puede seleccionar un sitio especial que los empareje automáticamente con jugadores con un nivel de poder y progresión de la historia similar en una misión aleatoria para obtener recompensas adicionales.
La mayoría de las misiones tienen lugar en paisajes generados por aleatoriamente. La mayoría de las misiones se basan en ubicar el lugar o lugares que representan los objetivos en el mapa, construir fortificaciones alrededor de esos lugares y luego enfrentar varias olas de carcasas que intentarán destruir los objetivos. Durante la finalización de estas misiones, a los jugadores generalmente se les da un pronóstico de tormenta para saber dónde aparecerán los carcasas para mejorar la fortificación en esa dirección, aunque esta dirección puede cambiar en misiones más difíciles. Otras misiones tienen un límite de tiempo, lo que requiere que los jugadores localicen y ayuden a varios sobrevivientes, construyan varias torres de radar o despejen varios campamentos dispersos por el mapa antes de que se acabe el tiempo. Estas misiones alientan a los jugadores a explorar el mapa y cultivar los recursos (ya sea buscando objetos o destruyéndolos con un hacha) que se usan para construir las fortificaciones, armas, municiones y trampas necesarias para defender o atacar los carcasas. Los jugadores también suelen buscar bluglo, un recurso especial que no se transfiere entre los mapas, y sirve para activar ciertos objetivos de la misión. Algunas misiones son perdidas definitivamente si el objetivo se destruye, o se acaba el tiempo, mientras que otras misiones permiten a los jugadores volver a trabajar sus fortificaciones y comenzar su defensa nuevamente si el objetivo se destruye. Con frecuencia, los mapas tienen objetivos opcionales que se descubren a través de la exploración, como los sobrevivientes humanos que necesitan ayuda. Completando estos exitosamente se obtienen recompensas inmediatas en el juego como recursos, armas y trampas.
Durante las misiones, los jugadores pueden hacer sus fortificaciones a partir de uno de los tres materiales básicos (madera, ladrillo y metal) y en una serie de configuraciones, incluidos pisos/techos, paredes, escaleras y rampas; los jugadores tienen la capacidad de editar estos para obtener más configuraciones, como agregar una puerta o ventana a una pared. Cada parte de la fortificación se puede actualizar con más recursos del mismo tipo para mejorar su durabilidad, y cuando están dañados, se pueden reparar gastando recursos adicionales. Las trampas, que tienen un número limitado de activaciones antes de que se deshagan, pueden colocarse en pisos, paredes y techos, y colocarse de manera que sean más letales o efectivas contra las carcasas. Las trampas también pueden incluir recursos beneficiosos para los jugadores, como almohadillas de curación, mensajes de defensa y plataformas de lanzamiento. De manera similar, los jugadores pueden usar una variedad de armas, pero tienen una durabilidad limitada que disminuye a medida que se usan, o como penalización del jugador que puede ser derribado por los carcasas y debe reaparecer sin la ayuda de sus aliados. Los jugadores pueden construir nuevas armas, municiones y trampas a partir de los recursos recolectados, o encontrarlos desde la búsqueda de contenedores a través del mapa. Durante las misiones, el juego avanza a través de un ciclo acelerado de día-noche; durante el día, las carcasas son más pasivas y generalmente no representan una amenaza inmediata, mientras que durante la noche, pueden aparecer grande bandas de carcasas, y buscarán agresivamente a los jugadores.
Un tipo de misión único son las misiones de Defensa del escudo Anti tormentas. En cada una de las cuatro ubicaciones mundiales, al jugador se le asigna un mapa que permanece activado, representando el sitio donde se ubica el generador de escudo de tormenta de su base, y en el modo tormenta, el jugador debe regresar a esta ubicación del mapa, para expandir el escudo anti tormenta, requiriendo ellos agregar una nueva defensa exitosa del objetivo, para continuar la historia. En cualquier momento, el jugador puede ingresar a este mapa sin iniciar la misión de defensa, y usar sus recursos transferidos para construir la fortificación y las trampas, o agregar recursos a un área de almacenamiento especial para este mapa.
Fortnite también puede ofrecer eventos temáticos con una línea de progresión única, nuevas ubicaciones y recompensas basadas en esos temas. El primer evento de este tipo fue su evento de Halloween, Pesadilla antes de la tempestad (Fortnitemares), que ofrecía héroes, personajes, armas y trampas con temas de Halloween (utilizables fuera del evento) completando numerosos objetivos.

## Desarrollo

### Historia
Fortnite fue revelado por primera vez en el evento de los premios Spike Video Game Awards del año 2011 mediante un tráiler mostrado por Cliff Bleszinski, el exdirector de diseño de Epic Games. Donald Mustard, un empleado de la compañía, afirmó en 2017 que este anuncio fue dado «tres semanas después de que se nos haya ocurrido la idea del juego, antes incluso de empezar a hacer el juego mismo». El título, que surgió como un game jam, se aparta de las producciones anteriores de la compañía. Como explicó Cliff Bleszinski durante el evento de Spike, Epic Games quería "cambiar las cosas un poco y hacer algo diferente y divertido" con Fortnite, describiéndolo como «un mundo en el que exploras, recoges, construyes y, en última instancia, sobrevives». En una entrevista con Engadget, Bleszinski también hizo eco de estas declaraciones, afirmando que el juego sería diferente de la saga Gears of War. «No hay machotes en él», dijo, referenciando a los personajes de la saga. «No es que haya algo malo en eso, ¿verdad?, pero creativamente para el equipo, Gears ha sido increíble para nosotros. Pero es divertido abrir las alas y hacer algo que es un poco diferente de lo habitual», añadió. El vicepresidente de publicaciones de Epic Games Mike Fischer, dijo en 2015 que Epic reconocía que «anunciaron este videojuego demasiado pronto» y que su prolongado desarrollo se debía a «muy buenas razones».
Cuando el videojuego estaba en sus etapas preliminares, antes de la revelación en la VGA, el objetivo de esta revelación fue buscar el interés público en el título, y los posibles socios de publicación para decidir sobre las plataformas de lanzamiento del videojuego y el calendario. Durante la San Diego Comic-Con de julio de 2012, Epic Games anunció que Fortnite sería un título exclusivo para computadoras personales, y el primero desarrollado por Epic con su nuevo motor de juego Unreal 4, con un lanzamiento planificado para el año 2013. El desarrollo del juego se inició originalmente en el motor de juego Unreal 3, pero a medida que avanzaban, vieron la oportunidad de trabajar con varios de los nuevos conjuntos de características, y el lenguaje de escritura ofrecido por Unreal 4 para Fortnite, mientras aún se ejecutaba en la mayoría de las computadoras personales de aquel entonces. Además, optaron por la exclusividad de la computadora personal, para evitar la dificultad de tener que pasar por la certificación de las consolas, y como planeaban monitorizar y ajustar constantemente el videojuego, actuando como una especie de director de juego como en los juegos de rol, el enfoque de computadora personal les permitiría hacer esto sin las restricciones normalmente establecidas por las manufacturas de las consolas. Bleszinski más tarde aclaró que no descartarían la publicación en otras plataformas a medida que desarrollaran el título.
El desarrollo de Fortnite se extendió entre varios de los estudios satélite de Epic Games, y fue también codesarrollado por el estudio polaco People Can Fly, que había trabajado con Epic Games previamente en juegos anteriores, y que fue totalmente adquirido por Epic Games en algún momento de 2012, People Can Fly fue renombrado brevemente como Epic Games Poland en 2013, alineándose con los otros estudios de Epic Games. Para el mes de marzo de 2014, había alrededor de noventa desarrolladores trabajando en el juego. People Can Fly más tarde volvió a ser un estudio independiente y recuperó su propio nombre en 2015, pero siguió ayudando a Epic Games con el desarrollo de Fortnite.
Durante el desarrollo de Fortnite, Epic Games había visto cómo la industria del videojuego se dirigía a un modelo de videojuegos como servicio. Para ayudar con esta transición, la compañía trajo a la compañía Tencent, la cual tenía varios juegos operando bajo este mismo modelo. Como parte de este acuerdo, Tencent compró una parte significativa de la propiedad de Epic Games, mediante la adquisición de acciones en junio de 2012. El cambio del enfoque de Epic Games a través de Tencent posteriormente provocó la salida de algunos de los altos funcionarios de Epic ese mismo año, incluido Bleszinski. Fortnite fue visto como la punta de lanza de este modelo de servicio a medida que Epic colaboraba con Tencent. Esto causó algunos baches en el desarrollo de Fortnite, de acuerdo con Mustard. El desarrollo de Fortnite también se vio frenado, ya que se utilizó como campo de pruebas para las nuevas características del motor Unreal 4.
En noviembre de 2013, Epic Games confirmó que Fortnite no se lanzaría ese año, ni ofreció una fecha de lanzamiento objetivo, aunque afirmó que el juego todavía estaba en desarrollo por parte de varios de sus estudios. Fortnite fue portada en la edición de mayo de 2014 de Game Informer, revelando que el título se lanzaría como un juego gratuito.
Para 2014, Fortnite estaba en un estado de prototipo bastante funcional, con la mayoría de los elementos del motor Unreal 4 suavizados, según Mustard. Epic Games anticipó que aún tardaría unos tres años más en completarse, no solo para pulir y equilibrar el juego, sino también para establecer los elementos de jugabilidad necesarios para el modelo de juegos de servicio. Para ayudar a apoyar el desarrollo y obtener los comentarios de los jugadores, Epic Games usó dos periodos cerrados de prueba alfa. La primera alfa cerrada del juego, llamado Online Test 1, se ejecutó del 2 de diciembre al 19 de diciembre de 2014, mientras que el Test 2 en línea se realizó del 24 de marzo al 14 de abril de 2015. Epic Games declaró que el primer alfa fue diseñado para ayudarlos a «asegurarse de que todos nuestros sistemas básicos funcionen» y establecer «una línea de base sobre cómo juega la gente para mejorar Fortnite». Luego de ser exhibido en la WWDC 2015 en Mac, Fortnite ingresó a las pruebas betas cerradas en el otoño de 2015. Aproximadamente 50 000 jugadores participaron en estos períodos.
Fortnite se estuvo desarrollando junto con el juego Paragon, que Epic anunció en noviembre de 2015. Como Paragon parecía llamar toda la atención de Epic Games, dejando pocas noticias sobre Fortnite, el CEO Tim Sweeney dijo en marzo de 2016 que todavía estaban comprometidos con Fortnite una vez que Paragon se lanzó y estableció, dado que gran parte del trabajo en Fortnite tomaría tiempo en obtener el equilibrio adecuado para la jugabilidad. «Creemos que deberíamos comenzar con un gran lanzamiento exitoso y hacerlo uno a la vez. Fortnite será el próximo».
En junio de 2017, Epic Games anunció que Fortnite estaba listo para su lanzamiento en el año 2018 en Windows, MacOS y las consolas PlayStation 4 y Xbox One. Antes de este lanzamiento gratuito, el juego se ofreció como un título de acceso anticipado pagado el 25 de julio de 2017 para todas las plataformas; a los que adquieran el acceso se les otorga un estado de fundadores en el juego con ventajas adicionales que se extenderían al juego gratuito. El largo período transcurrido desde las fases alfa del juego se atribuyó al desarrollo de Fortnite como un modelo de juegos de servicio, de acuerdo con el líder creativo Donald Mustard. Mientras que el juego estuvo en un estado jugable durante los dos años anteriores, Epic Games quería poder desarrollar contenido continuo para mantener a los jugadores interesados en el título, como la planificación de eventos cronometrados con recompensas únicas, siguiendo el enfoque utilizado por juegos como League of Legends y Warframe. En el momento del inicio del acceso anticipado, Gearbox Software ayudó a distribuir el juego en formato físico.
Epic anunció en octubre de 2018 que Fortnite: Save the World no se lanzaría como free-to-play hasta 2019 porque querían asegurarse de que el juego sea capaz de acomodar el nuevo flujo de jugadores cuando sea lanzado. Sin embargo, el 30 de junio de 2020, Epic anunció que el juego saldrá del acceso anticipado, tomando la decisión de que el juego seguirá siendo de pago y, por lo tanto, no será free-to-play.

### Arte y diseño
En los prototipos iniciales del juego, Epic Games había utilizado diseños más espeluznantes y más oscuros para los Carcasa y otros enemigos. Bleszinski declaró que de esta forma se crearía un «ambiente muy exhaustivo», el cual sería demasiado sombrío, y en su lugar el diseño general debía tomar un enfoque más caricaturesco, sin dejar de ser espeluznante, para que los jugadores disfrutaran de pasar el tiempo en el mundo del juego, y así no intentar competir con juegos como DayZ. Para ello utilizaron como inspiración en sus diseños diversas referencias como, obras de Pixar, trabajos de Tim Burton, y elementos de los Looney Tunes.
Fortnite usa la técnica de generación aleatoria de procedimientos para construir los mapas para cada misión. El juego también incluye una inteligencia artificial como director, que monitoriza cómo progresan los jugadores y altera la dificultad de los monstruos que les envía según sea su nivel de progresión, disminuyendo si los jugadores tienen mayores dificultades para sobrevivir. En un momento, el juego tuvo un modo Versus (jugador contra jugador) basado en el equipamiento, donde cada uno intentaba construir una base alrededor de un objetivo central, mientras intentaban atacar el objetivo del oponente después de atravesar su base. Este elemento no llegó al juego final.
La empresa Epic Games actualmente cuenta con juegos multiplataforma entre PC y PS4, y ha establecido planes para permitir el soporte independiente de plataforma enlazada de Fortnite, para Xbox One y los usuarios con computadoras personales, pero no se ha anunciado que él se convierta en multiplataforma para las tres plataformas. Sin embargo, durante unas pocas horas durante un día en septiembre de 2017, los jugadores descubrieron que podían jugar entre las tres plataformas. Epic Games luego corrigió esto, llamándolo un «error de configuración».

## Recepción

### Ventas
El 26 de julio de 2017, se anunció que Fortnite había vendido más de 500 000 copias a través de pedidos digitales por adelantado. El 18 de agosto de 2017, Epic Games confirmó que Fortnite había superado la cifra de más de un millón de jugadores. El modo gratuito del juego, Fortnite: Battle Royale, superó los 10 millones de jugadores en solo dos semanas de su lanzamiento.